# Living Next Door to Alice
Living Next Door to Alice är en sång skriven av Nicky Chinn och Mike Chapman. Den blev ursprungligen inspelad av gruppen New World 1972, då singeln nådde 35:e plats på listorna i Australien. En annan berömd inspelning gjordes av popgruppen Smokie, och släpptes på singel i november 1976. Johnny Carver hade också en hit med låten, som nådde placeringen 29 på Billboards Hot Country Singles i april 1977. 1995 spelade den nederländska  gruppen Gompie in sången med titeln Who the Fuck is Alice?, som nådde nr 1 i Nederländerna och Belgien. Samtidigt samarbetade Smokie med en liknande version senare under det året med Roy 'Chubby' Brown, som nådde topp tio i Storbritannien.

## Tema
Alice och sångaren har bott grannar i 24 år. Men en dag ringer Sally och säger "har du hört om Alice?". Sångaren kollar ut och ser att Alice åker iväg i en limousin. Han får flashbacks och kommer ihåg barndomen, då han och Alice brukade leka och rista in sina namn i träd. Han blir besviken på sig själv, då han inte vågat visa sina starka känslor för henne, nu är det för sent. Han blir jätteledsen. Sally försöker trösta honom och säger att hon finns här för honom och att hon har starka känslor för honom. Sångaren kan inte släppa Alice, trots erbjudandet från Sally. Man får dock aldrig reda på vem Alice är och vart hon tar vägen.

## Övriga coverversioner
Wizex gjorde 1977 en cover på låten på albumet Som en sång.
Dansbandet Bepers sjöng in en svensk översättning, Är ej längre nära Alice.
1996 spelade komikerduon Stefan & Krister in sången med titeln "Blända av till halvljus", med text av Krister Claesson. 1997 spelades även en version in av Matz Stefanz med Lailaz tillsammans med  Stefan & Krister, med samma text, på albumet "Matz-Ztefanz med Lailaz Volym 1".
På norska 1977 "I 24 år har jeg bodd i samme gård som Anne" med Septimus dansband
På tyska 1977 "Tür an Tür mit Alice" med Howard Carpendale och 2009 "(Wer verdammt ist) Alice" med Olaf Berger
På finska "Viisitoista kesää" med Kari Tapio

## Listplaceringar

### Smokies version
| Lista (1976-1977) | Topplacering |
| ----------------- | ------------ |
| Irland            | 1            |
| Kanada            | 17           |
| Nederländerna     | 1            |
| Norge             | 1            |
| Nya Zeeland       | 7            |
| Schweiz           | 1            |
| Storbritannien    | 5            |
| Sverige           | 3            |
| USA               | 25           |
| Västtyskland      | 1            |
| Österrike         | 1            |

### Fotnoter
1. ↑  ”Svensk mediedatabas”. http://smdb.kb.se/catalog/id/001891764. Läst 27 juni 2011.
2. ↑  ”Svensk mediedatabas”. http://smdb.kb.se/catalog/id/002691717. Läst 14 april 2012.
3. ↑  ”Svensk mediedatabas”. http://smdb.kb.se/catalog/id/001510936. Läst 27 juni 2011.
4. ↑  ”Svensk mediedatabas”. http://smdb.kb.se/catalog/id/001552843. Läst 27 juni 2011.
5. ↑  ”Listplacering”. http://www.irishcharts.ie/search/placement. Läst 27 juni 2011.
6. ↑  ”Listplacering”. Arkiverad från originalet den 14 oktober 2012. https://web.archive.org/web/20121014041251/http://www.collectionscanada.gc.ca/rpm/028020-119.01-e.php?&file_num=nlc008388.5176a&type=1. Läst 27 juni 2011.
7. ↑  ”Listplacering”. http://dutchcharts.nl/showitem.asp?interpret=Smokie&titel=Living+Next+Door+To+Alice&cat=s. Läst 27 juni 2011.
8. ↑  ”Listplacering”. http://norwegiancharts.com/showitem.asp?interpret=Smokie&titel=Living+Next+Door+To+Alice&cat=s. Läst 27 juni 2011.
9. ↑  ”Listplacering”. https://charts.nz/showitem.asp?interpret=Smokie&titel=Living+Next+Door+To+Alice&cat=s. Läst 27 juni 2011.
10. ↑  ”Listplacering”. http://hitparade.ch/showitem.asp?interpret=Smokie&titel=Living+Next+Door+To+Alice&cat=s. Läst 27 juni 2011.
11. ↑  ”Listplacering”. Arkiverad från originalet den 25 maj 2012. https://archive.is/20120525180639/http://www.chartstats.com/release.php?release=7048. Läst 27 juni 2011.
12. ↑  ”Listplacering”. Arkiverad från originalet den 5 mars 2016. https://web.archive.org/web/20160305233405/http://www.hitparad.se/showitem.asp?interpret=Smokie&titel=Living+Next+Door+To+Alice&cat=s. Läst 27 juni 2011.
13. ↑  ”Listplacering”. http://www.allmusic.com/artist/p20610/charts-awards/billboard-singles. Läst 27 juni 2011.
14. ↑  ”Listplacering”. Arkiverad från originalet den 30 december 2010. https://web.archive.org/web/20101230214402/http://www.musicline.de/de/chartverfolgung_summary/title/Smokie/Living+Next+Door+To+Alice/single. Läst 27 juni 2011.
15. ↑  ”Listplacering”. http://austriancharts.at/showitem.asp?interpret=Smokie&titel=Living+Next+Door+To+Alice&cat=s. Läst 27 juni 2011.